# Hinderljus
Hinderljus eller Obstacle lights på engelska, är konstant lysande eller blinkande ljus som monteras på höga byggnadsverk, till exempel radiomaster, TV-torn, höga byggnader, etc.
Avsikten är att varna flygtrafik från att flyga för lågt och därigenom kollidera med hindret.
I Sverige skall man montera hinderljus som lyser med rött fast sken på alla byggnadsverk som är från 45.00 meter och upp till 149.99 meter. Från 150 meters höjd och uppåt måste vita blinkande eller roterande hinderljus användas i Sverige. 
Konstant lysande hinderljus skall vara röda, medan blinkande/roterande hinderljus skall vara vita. Hinderljusen är numera oftast konstruerade med hjälp av lysdioder vilket ger längre hållbarhet och lägre energiförbrukning med jämfört med äldre hinderljus . På vissa platser kopplar man dessutom hinderljusen till reservkraft för att driva dem, så att de lyser även vid strömavbrott.